# جارد جنسر
جارد جنسر (انگلیسی: Jared Genser؛ زادهٔ ۱ ژانویهٔ ۲۰۰۰) یک وکیل بین‌المللی حقوق بشر اهل ایالات متحده آمریکا است و مدیر اجرایی شرکت حقوقی پرسئوس استراتژی را بر عهده دارد. وی همچنین مشاور ویژه سازمان کشورهای آمریکایی است و مسئولیت حمایت آن را عهده‌دار است. او همچنین یکی از تهیه‌کنندگان اجرایی مجموعه تلویزیونی جدید آمازون استودیوز می‌باشد که این مجموعه تلویزیونی با اقتباس از زندگی او و اورلاندو بلوم ساخته شده است. جنسر یکی از اعضای ارشد مرکز حقوق بشر رائول والنبرگ است و قبلاً از ۲۰۱۴ تا ۲۰۱۶ یکی از همکاران مرکز کار برای سیاست حقوق بشر در دانشگاه هاروارد بود. علاوه بر این از ۲۰۰۶ تا ۲۰۰۷ عضو میهمان بنیاد موقوفه ملی برای دمکراسی بوده است. او در اوایل کار خود، سازمان غیرانتفاعی «آزاد کنید حالا» را تأسیس کرد که توسط مجله حقوق ملی به عنوان یکی از ستارگان در حال ظهور زیر ۴۰ سال واشینگتن نامگذاری شد.
جنسر به عنوان وکیل بین‌المللی برای تعدادی از فعالان برجسته حقوق بشر و زندانیان سیاسی، از جمله واتسلاف هاول، آنگ سان سو چی، دزموند توتو، الی ویزل، انور ابراهیم معاون سابق نخست‌وزیر مالزی، لئوپولدو لوپز سیاستمدار ونزوئلایی، رئیس‌جمهور سابق مالدیو، محمد نشید و لیو شیائوبو و همسرش لیو شیا بوده است. در ۲۰۱۳، جایزه بین‌المللی حقوق بشر انجمن کانون وکلای دادگستری آمریکا را دریافت کرد، و در ۲۰۲۰ جایزه رهبری جهانی بنیاد تالبرگ / الیاسون را دریافت نمود.
وی همچنین برندهٔ جوایزی همچون همکار انجمن سلطنتی هنر شده است.

## دوران جوانی و تحصیلات
جنسر در نیوهیون، کنتیکت به دنیا آمد و در حومه مریلند بزرگ شد. جنسر مدرک کارشناسی خود را از دانشگاه کرنل در ۱۹۹۵ دریافت کرد. او متعاقباً مدرک کارشناسی ارشد خود را در رشته سیاست عمومی از دانشکده دولتی جان اف کندی در دانشگاه هاروارد دریافت کرد، وی فارغ‌التحصیل خدمات عمومی از دانشکده حقوق دانشگاه میشیگان شد. او همچنین یک محقق در مدرسه رائول والنبرگ در دانشگاه عبری اورشلیم بوده است.

## فعالیت حرفه‌ای
جنسر کار خود را به عنوان مشاور در مدیریت کمپانی مک‌کینسی آغاز کرد. او بعداً به شرکت دی‌ال‌ای پایپر پیوست و با این کمپانی شریک شد. در ۲۰۱۱ آنجا را ترک کرد تا شرکت حقوقی پرسیوس استراتژی که خاص حقوق بشر می‌باشد را تأسیس کند.
جنسر استادیار حقوق در مرکز حقوق دانشگاه جرج‌تاون است، وی در گذشته در دانشکده حقوق دانشگاه میشیگان و دانشکده حقوق دانشگاه پنسیلوانیا تدریس کرده است. در ژوئن ۲۰۱۴ اعلام شد که او با شرکت روابط عمومی لیویک در رابطه با «روایت رسانه‌های بین‌المللی و محلی» پیرامون تلاش‌های دولت نیجریه در مورد ربودن دختران دانش آموز چیبوک شراکت خواهد داشت. در اکتبر ۲۰۲۰، جنسر توسط لوئیس آلماگرو، دبیرکل OAS، به عنوان مشاور ویژه در مسئولیت حمایت از سازمان کشورهای آمریکایی منصوب گردید.

## سایر فعالیت‌ها و جوایز
جنسر عضو مادام العمر شورای روابط خارجی و همکار انجمن سلطنتی هنر است. او در ۲۰۰۸ به عنوان عضو پروژه آمریکایی بریتانیایی انتخاب شد. در ۲۰۰۹ او به عنوان نماینده اجلاس رهبران جوان آسیا که شامل ۲۱ انجمن آسیا می‌شود و همچنین به عنوان عضو رهبران جوان ایالات متحده و ژاپن انتخاب شد. جنسر از ۲۰۰۸ تا ۲۰۱۳ از رهبران جوان مجمع جهانی اقتصاد و یکی از اعضای شورای برنامه جهانی حقوق بشر مجمع جهانی اقتصاد (۲۰۱۰–۲۰۱۱) بود. در ۲۰۱۱ در میان رهبران جوان به عنوان رئیس بنیاد فرانسوی-آمریکایی انتخاب شد. او برنده جایزه چارلز برونفمن و جایزه آزادی مبارزان آزادی کره شمالی است. او علاوه بر واجد شرایط بودن برای وکالت در مریلند و ناحیه کلمبیا، وکیل انگلستان و ولز نیز هست.